# Udžimasa Hódžó
Hódžó Udžimasa (北 条 氏 政?) (1538 – 10. srpna 1590) byl čtvrtou hlavou pozdního klanu Hódžó a pánem Odawary. Velel v mnoha bitvách, a upevnil tak postavení klanu Hódžó v roce 1590 ale odchází na odpočinek a hlavou klanu se stává jeho syn Udžinao. V květnu toho roku však byl hrad Odawara napaden silami Tojotomiho Hidejošiho (Obléhání Odawary (1590)). Po třech měsících odporu, kdy 82 000 mužů tvořících posádku hradu úspěšně vzdorovalo přesile 220 000 mužů na Tojotomiho straně se Hódžóvé vedení Udžinaem Hódžóem Hidejošimu vzdali. Udžimasa byl donucen spáchat spolu se svým bratrem Ujiteruem rituální sebevraždu seppuku.